# Martes martes

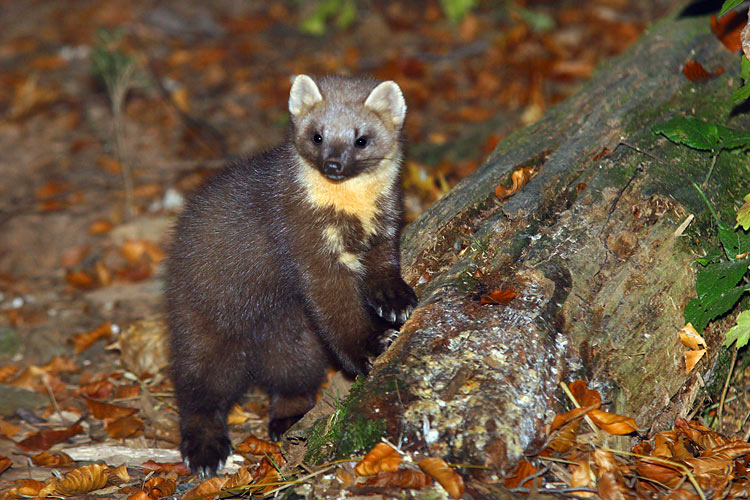

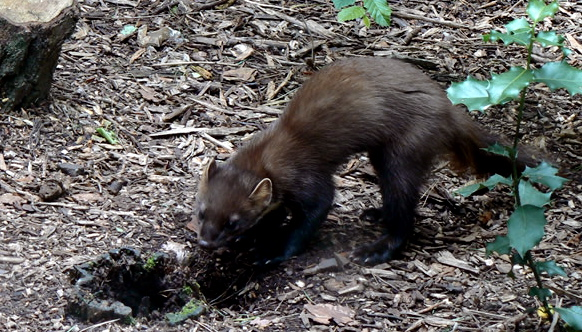

La marta (Martes martes) es una especie de mamífero carnívoro de la familia Mustelidae. Es común en casi toda Europa, así como en algunas zonas de Oriente Próximo.

## Descripción
Mide unos 25 cm de altura y 50 cm desde la cabeza hasta el arranque de la cola, que mide cerca de 30 cm. Un ejemplar adulto pesa alrededor 1,5 kg. Posee una cabeza pequeña, un hocico agudo, un cuerpo delgado, patas cortas aunque más largas que otros mustélidos y pelaje espeso y suave, marrón oscuro en casi todo el cuerpo, excepto en la parte inferior del cuello y el vientre, que son de un color crema amarillento.
La marta posee un total de 38 dientes, observándose en la mandíbula superior seis incisivos, dos colmillos, ocho premolares y dos muelas, y en la inferior, dos muelas más.
También tiene marcas faciales de color más claro que el resto del cuerpo. Se distingue de la garduña (Martes foina) por tener las orejas más grandes, el hocico más afilado y la garganta color crema en vez de blanca.
En cautiverio viven hasta 18 años, mientras que su vida silvestre apenas supera los cuatro años. Llegan a su madurez sexual a los dos años. Sus crías suelen nacer en marzo o abril, después de un período de gestación de alrededor de tres meses. Su peso al nacer es de aproximadamente 30 g.

## Hábitat y distribución
Generalmente habita en bosques, sobre todo de coníferas, bosques mixtos, hayedos y robledales.
Vive en lo más profundo del bosque, apartados del medio humano, Puede recorrer todo su territorio en una sola noche. También puede adaptarse a la vida desde el nivel del mar hasta los 1700 m s. n. m..
Se distribuye por casi todo el continente europeo desde Escandinavia hasta algunas islas del Mediterráneo y Asia Menor así como en el norte de las islas británicas.
Encuentra el límite meridional de su área de distribución en la península ibérica, donde únicamente aparece en una franja que va desde el norte de Portugal hasta el norte de Lérida.

## Comportamiento

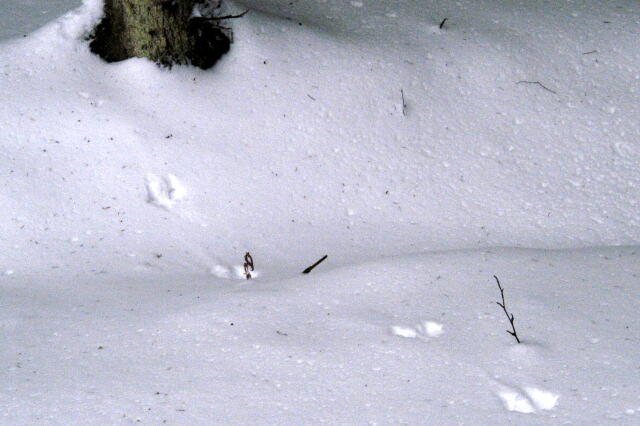
Huellas en la nieve.

Sus hábitos son nocturnos, suelen vivir en los árboles y se alimentan de pequeños mamíferos, pequeñas aves, insectos y ranas. También comen algunos frutos y huevos de pájaros.

### Reproducción
La marta entra en celo entre los meses de junio y agosto, este periodo dura aproximadamente 15 días. En este lapso se observa más movimiento dentro de los territorios, varios machos se juntan para disputarse a la hembra. El macho vencedor, juega y lucha con la hembra, y, tras la fecundación, la abandona. Los espermatozoides se mantienen vivos en el útero de la hembra hasta el mes de enero (lo que se conoce como fecundación retardada), siendo su periodo de gestación de 9 semanas. Puede tener hasta 7 crías, pero normalmente entre 2 y 4, las cuales nacen entre marzo y mayo.
Los individuos jóvenes no abandonan a la madre hasta que esta entra en celo de nuevo al verano siguiente, alcanzando la madurez sexual el macho entre los 15 y 40 meses, y la hembra sobre los 27 meses.

## Conservación y amenazas
Las amenazas para su conservación son la caza, la captura en vida, el envenenamiento y la pérdida y fragmentación de los bosques en los que habita. En algunas áreas de su distribución se caza por su pelaje, en otras como control para la protección de especies ganaderas o cinegéticas. En ocasiones los esfuerzos para el control de otras especies de carnívoros interfieren negativamente con la marta.